# Bromsgrove (circonscription britannique)
Circonscription parlementaire de la Chambre des communes
La circonscription de Bromsgrove est une circonscription électorale anglaise située dans le Worcestershire et représentée à la Chambre des communes du Parlement britannique.

## Géographie
La circonscription comprend :
- La ville de Bromsgrove
- Le village de Barnt Green

## Députés
Les Members of Parliament (MPs) de la circonscription sont :
1950-1974
| Législature                           | Années    | Député      | Député       | Parti        |
| ------------------------------------- | --------- | ----------- | ------------ | ------------ |
| Bromsgrove issue de Kidderminster     |           |             |              |              |
| 39e                                   | 1950–1951 |             | Michae Higgs | Conservateur |
| 40e                                   | 1951–1955 |             | Michae Higgs | Conservateur |
| 41e                                   | 1955–1959 | James Dance |              | Conservateur |
| 42e                                   | 1959–1964 | James Dance |              | Conservateur |
| 43e                                   | 1964–1966 | James Dance |              | Conservateur |
| 44e                                   | 1966–1970 | James Dance |              | Conservateur |
| 45e                                   | 1970–1974 | James Dance |              | Conservateur |
| 45e                                   | 1971-1974 |             | Terry Davis  | Travailliste |
| Remplacée par Bromsgrove and Redditch |           |             |              |              |

Depuis 1983
| Législature                        | Années       | Député          | Député     | Parti        |
| ---------------------------------- | ------------ | --------------- | ---------- | ------------ |
| Recréée de Bromsgrove and Redditch |              |                 |            |              |
| 49e                                | 1983–1987    |                 | Hal Miller | Conservateur |
| 50e                                | 1987–1992    |                 | Hal Miller | Conservateur |
| 51e                                | 1992–1997    | Roy Thomason    |            | Conservateur |
| 52e                                | 1997–2001    | Julie Kirkbride |            | Conservateur |
| 53e                                | 2001–2005    | Julie Kirkbride |            | Conservateur |
| 54e                                | 2005–2010    | Julie Kirkbride |            | Conservateur |
| 55e                                | 2010–2015    | Sajid Javid     |            | Conservateur |
| 56e                                | 2015–2017    | Sajid Javid     |            | Conservateur |
| 57e                                | 2017–2019    | Sajid Javid     |            | Conservateur |
| 58e                                | 2019–Présent | Sajid Javid     |            | Conservateur |

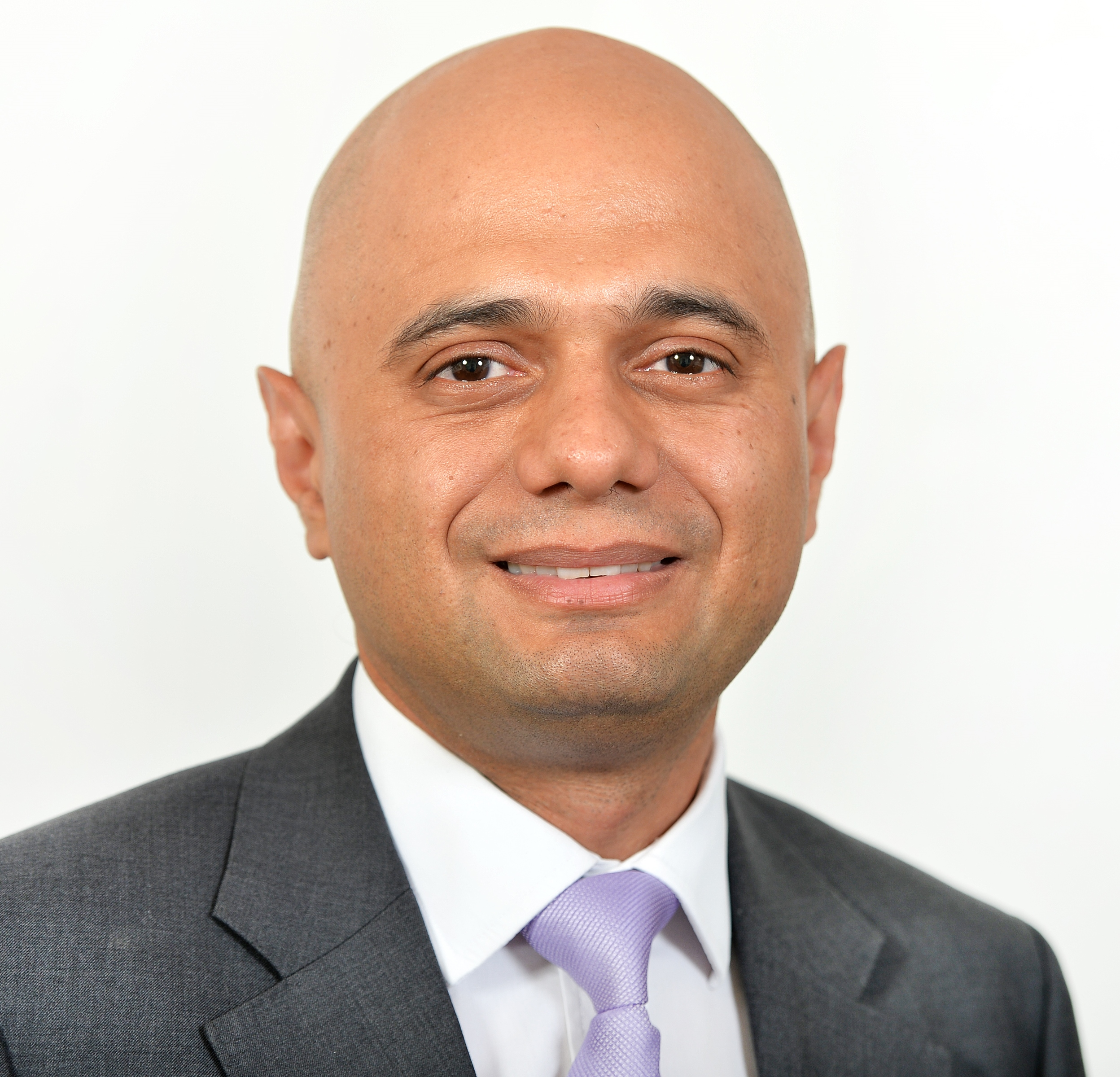
Sajid Javid (2010-Présent)